# Febbre bottonosa
La febbre bottonosa, anche conosciuta come febbre bottonosa del mediterraneo, febbre eruttiva mediterranea, febbre eruttiva del Carducci, febbre di Marsiglia o tifo da zecca africana, è una malattia infettiva causata sempre dal morso di una zecca.

## Epidemiologia
Questa malattia è presente soprattutto lungo le coste del Mar Mediterraneo

## Eziologia
L'agente patogeno della malattia è una rickettsia, in particolare la Rickettsia conorii. Il contagio fra animali ed esseri umani avviene attraverso il morso di artropodi della specie Rhipicephalus sanguineus, zecca parassita abituale del cane e di altri animali domestici.

## Clinica
I primi sintomi compaiono dopo un periodo di incubazione, dopo la puntura infettante, di circa 5/7 giorni. Successivamente si ha un esordio con bruschi episodi di febbre elevata fin dall'inizio associata alla comparsa di un esantema maculo-papuloso diffuso e che coinvolge anche le aree palmo-plantari.

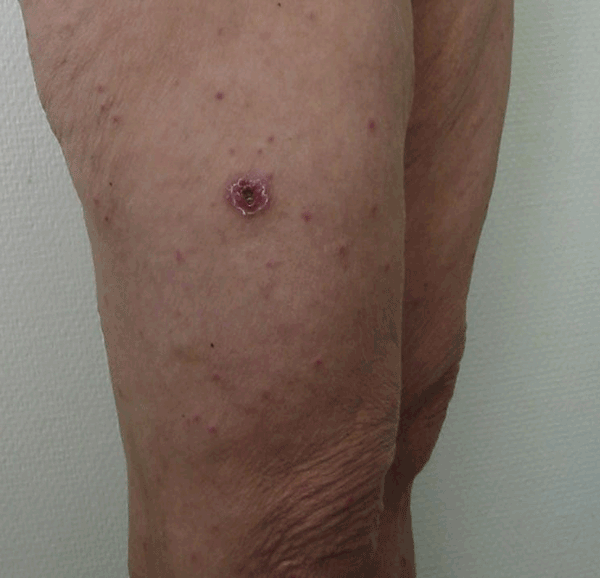
Eruzione maculo-papulosa su paziente affetto da Febbre bottonosa.

## Diagnosi
La diagnosi è clinica, facilitata da un eventuale rilievo epidemiologico in aree endemiche. 
La diagnosi è resa inoltre molto agevole dall'anamnesi positiva per una recente puntura di zecca, soprattutto se si manifesta la tipica lesione del tache noire. La conferma diagnostica è ottenuta mediante saggi sierologici.

## Trattamento
La terapia antibiotica è quella utilizzata per la maggior parte delle infezioni da Rickettsie. Le tetracicline sono i farmaci di prima scelta nel trattamento della febbre bottonosa, in particolare la doxiciclina, anche nel paziente pediatrico. 
Nella donna in gravidanza l'infezione è trattata con cloramfenicolo.